# كريس هيبكنز
كريستوفر جون هيبكنز (5 سبتمبر 1978)، سياسي نيوزيلندي عمل زعيمًا لحزب العمال منذ عام 2023. يشغل حاليًا منصب وزير التعليم والشرطة والخدمة العامة ورئيس مجلس النواب. شغل منصب عضو البرلمان عن دائرة راموتكا منذ انتخابات عام 2008. أصبح شخصية بارزة نتيجة لوباء COVID-19 في نيوزيلندا، حيث شغل منصب وزير الصحة من يوليو إلى نوفمبر 2020 ووزير استجابة COVID-19 من نوفمبر 2020 إلى يونيو 2022.
في 21 يناير 2023، أصبح هيبكنز المرشح الوحيد لخلافة أرديرن لزعامة حزب العمال. أصبح زعيم الحزب في 22 يناير 2023، ومن المتوقع أن يُعيينه الحاكم العام رئيسًا الوزراء في 25 يناير 2023، ليُصبح رئيس الوزراء الحادي والأربعين للبلاد. ومن المتوقع أن يقود حزب العمل في الانتخابات العامة 2023.

## نشأته
ولد هيبكنز في وادي هت عام 1978. والدته هي روزماري هيبكنز، كبيرة الباحثين في المجلس النيوزيلندي للبحوث التربوية. التحق بمدرسة واترلو الابتدائية ومدرسة هوت المتوسطة. كان رئيسًا للطلاب في كلية هوت فالي التذكارية (عُرفت لاحقًا باسم كلية بيتون) في عام 1996. أكمل هيبكنز درجة البكالوريوس في الآداب وتخصص في السياسة وعلم الإجرام في جامعة فيكتوريا في ويلينجتون، حيث كان رئيسًا للطلاب في عامي 2000 و2001. في سبتمبر 1997، في سنته الأولى، كان هيبكنز واحدًا من العشرات الذين جرى اعتقالهم أثناء احتجاجهم على مشروع القانون الأخضر لمراجعة التعليم العالي في البرلمان. عُرض الأمر على المحاكم، وبعد 10 سنوات صدر قرار بالاعتذار ومكافأة تزيد قيمتها عن 200 ألف دولار تُقسَّم بين 41 من المحتجين. حكم القاضي أنه على الرغم من مزاعم الشرطة بأن المتظاهرين كانوا عنيفين، إلا أن الاحتجاج كان سلميًا ولم تكن هناك أسبابًا للاعتقال.
شغل هيبكنز بعد التخرج عددًا من الوظائف، حيث عمل مستشارًا سياسيًا لاتحاد التدريب الصناعي، وكذلك مديرًا للتدريب بشركة Todd Energy في تاراناكي. كما عمل هيبكنز أيضًا في البرلمان كمستشار لتريفور مالارد وهيلين كلارك.

## في البرلمان

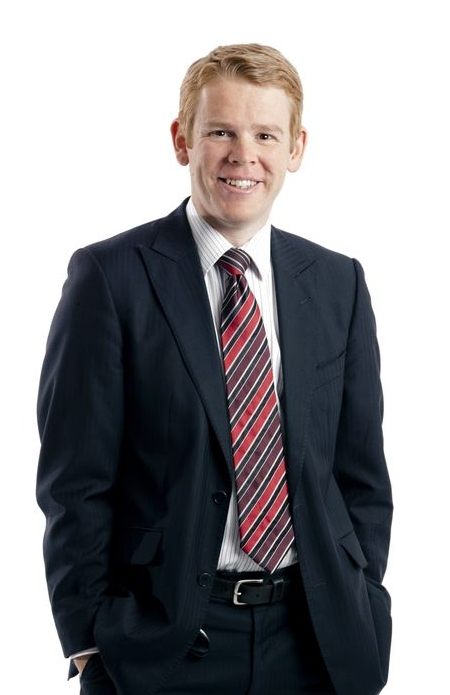
هيبكينز في عام 2011

اختير هيبكنز للترشح في المقعد الذي يسيطر عليه حزب العمال في ريموتاكا في الانتخابات العامة لعام 2008، وذلك بعد تقاعد النائب بول سوين. في انتخابه الأول، فاز هيبكنز بالمقعد بأغلبية 753 واحتفظ به بشكل مريح في كل انتخابات لاحقة. في الانتخابات العامة لعام 2020، كان لديه أعلى أغلبية لأي مرشح ناجح ما عدا أرديرن.
خلال السنوات التسع الأولى من مسيرة هيبكنز البرلمانية، شكل حزب العمل المعارضة الرسمية. في ولايته الأولى، كان هيبكنز المتحدث باسم حزب العمال للشؤون الداخلية وعضوًا في اللجان البرلمانية للإدارة الحكومية والحكومة المحلية والبيئة والنقل والبنية التحتية. في مايو 2010، سُحب مشروع قانون تعديل الكهرباء (الأفضلية المتجددة) الذي تقدم به من التصويت. كان مشروع القانون سيعيد فرض حظر على التوليد الحراري للكهرباء كان قد فرضته حكومة العمل السابقة في سبتمبر 2008 قبل أن تلغيه الحكومة الوطنية التالية في ديسمبر 2008، لكنه سُحب بعد قراءته الأولى في يونيو.
في فترة ولاية هيبكنز الثانية، جرى ترقيته إلى مجلس وزراء الظل لحزب العمال كمتحدث باسم خدمات الدولة والتعليم في عهد الزعيم الجديد ديفيد شيرر. وبصفته متحدثًا باسم التعليم، كان هيبكنز صريحًا في معارضته لتنفيذ الحكومة الوطنية للمدارس المستقلة في نيوزيلندا وإغلاق المدارس في كرايستشيرش في أعقاب زلزال 2011 المدمر. واستمر كمتحدث باسم التعليم تحت قيادة ديفيد كونليف وأندرو ليتل وأردرن.
في أواخر عام 2015، تلقى هيبكنز تهديدات مبطنة، بما في ذلك تهديد بالقتل، بسبب تعبيره عن مخاوفه بشأن لوحة إعلانية تعلن عن بنادق "مخفضة السعر".
في أبريل 2016، سُحب مشروع قانون تعديل التعليم (إلغاء مدارس الميثاق) من تصويت الأعضاء. حيث سُحب بعد قراءته الأولى في نوفمبر.

## في الوزارة
بصفته نائبًا كبيرًا عن حزب العمال، كان هيبكنز شخصية رئيسية في حكومة العمل السادسة. وكان في الفترة بين عامي 2017 و2023 سادس وزير في الحكومة من حزب العمل، وتولى مسؤوليات وزير التربية والتعليم، ووزير الخدمة العامة ورئيس مجلس النواب. وأُعطي مسؤولية إضافية كوزير للصحة ووزير للاستجابة لـ COVID-19 أثناء وباء COVID-19 في نيوزيلندا، وعمل لاحقًا وزيرًا للشرطة خلال موجة من غارات الكبش ram-raids. برز كمرشح توافقي لحزب العمال في انتخابات القيادة في يناير 2023 والتي أعقبت إعلان أرديرن التقاعد.

### الفترة الأولى (2017-2020)
انتُخب هيبكنز وزيراً في مجلس الوزراء لحزب العمال بعد تشكيل حكومة ائتلافية بين حزب العمال ونيوزيلندا أولاً بدعم من حزب الخضر. وأعلن لاحقًا أنه سيتولى منصب وزير التربية والتعليم.

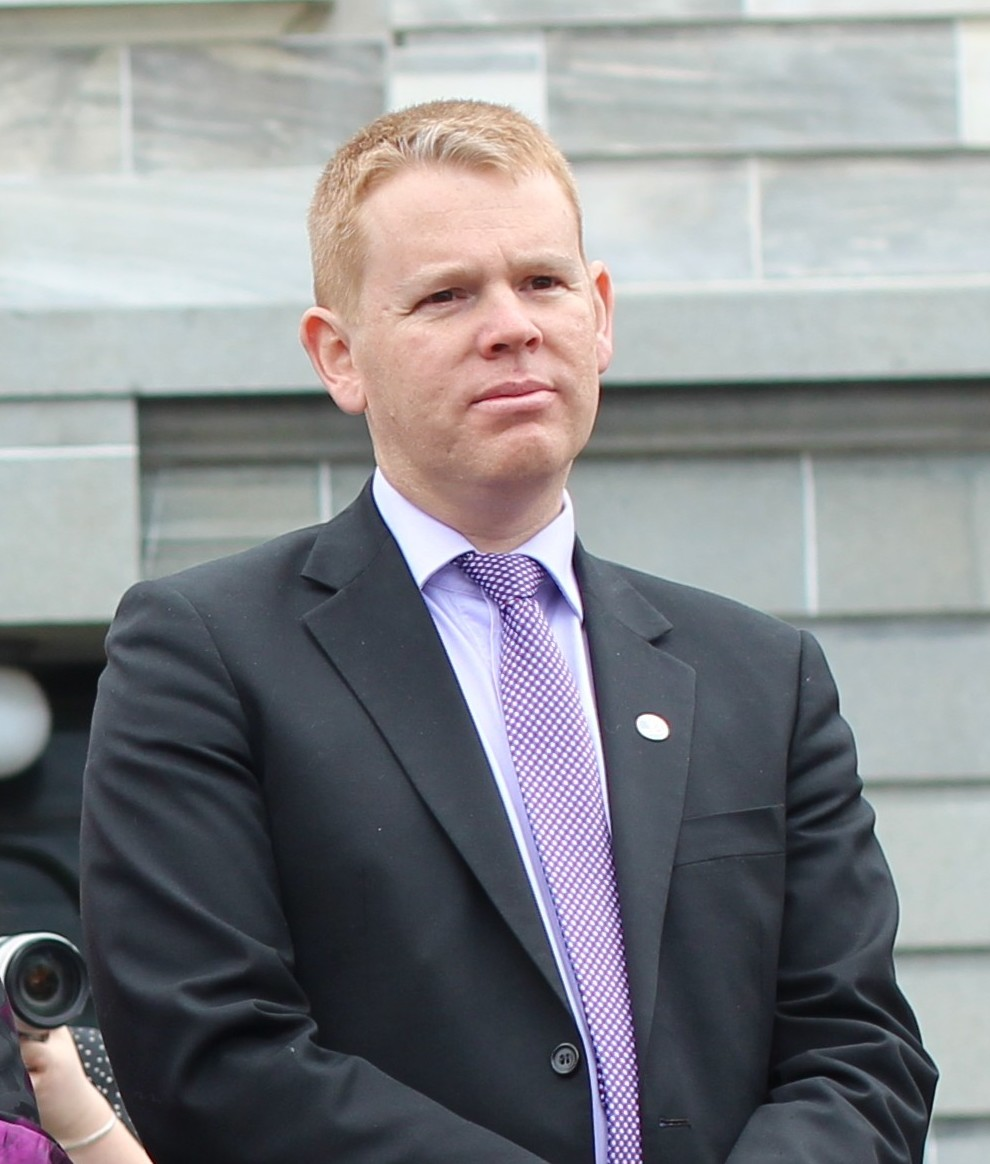
هيبكنز في مسيرة إضراب NZEI خارج مبنى البرلمان، 15 أغسطس 2018

وبوصفه وزير للتعليم، دعم هيبكنز إلغاء المعايير الوطنية والمدارس المستقلة في نيوزيلندا، والتي كانت مدعومة من الحكومة الوطنية السابقة. كما أشار إلى مراجعة نظام شهادة الثانوية العامة للشهادة الوطنية للإنجاز التعليمي (NCEA). ومع ذلك، أوضح هيبكنز أن وزارة التعليم ستستمر في تمويل دراسة الرصد الوطنية لجامعة أوتاجو لإنجازات الطلاب وأداة التقدم والاتساق (PaCT). أثار إعلان الحكومة عن إغلاق المدارس المستقلة انتقادات من الحزب الوطني وحزب العمل المعارض. في أوائل عام 2018، قدم هيبكنز تشريعات تمنع إنشاء مدارس مستقلة جديدة، مع تمكين المدارس المستقلة الحالية من التحول إلى مدارس ذات طابع خاص. بحلول سبتمبر 2018، انتقلت جميع المدارس المستقلة الاثنتي عشرة بنجاح لتصبح مدارس ذات طابع خاص ومتكامل مع الدولة.
في ديسمبر 2018، رفض هيبكنز توصية من مجلس جامعة فيكتوريا في ويلينجتون بإعادة تسمية الجامعة "جامعة ويلينجتون"، مشيرًا إلى المعارضة الشديدة لتغيير الاسم من قبل الموظفين والطلاب والخريجين. قال هيبكنز إنه "لم يكن مقتنعًا بأن الجامعة قد تفاعلت بشكل كافٍ مع أصحاب المصلحة، الذين ينبغي أن تؤخذ وجهات نظرهم بعين الاعتبار".
في فبراير 2019، اقترح هيبكنز دمج 16 معهدًا فنيًا في البلاد في معهد نيوزيلندا للمهارات والتكنولوجيا لمواجهة العجز وتراجع الالتحاق المحلي. على أن يتولى معهد المهارات والتكنولوجيا المقترح أيضًا برامج التدريب المهني في البلاد. في حين أعرب اتحاد التعليم العالي واتحاد أصحاب العمل والمصنعين وغرفة التجارة لأصحاب العمل في كانتربري عن دعمهم لاقتراح الحكومة، فقد انتقد الحزب الوطني المعارض والمدير التنفيذي للمعهد الجنوبي للتكنولوجيا بيني سيموندز وعمدة إنفركارجيل تيم شادبولت. رداً على إطلاق النار على مسجد كرايست تشيرش، مدد هيبكنز الإطار الزمني لتقديم المعاهد الفنية إلى 5 أبريل 2019.
في أوائل مايو 2019، أعلن هيبكنز أن الحكومة ستستثمر 95 مليون دولار نيوزيلندي لتدريب 2400 مدرس متدرب جديد من خلال زيادة المنح الدراسية والتعيينات، وبرامج تعليم المعلمين الجديدة القائمة على التوظيف، والمنح الدراسية المستندة إلى iwi على مدى السنوات الأربع التالية لمعالجة نقص التدريس. انتقدت رابطة المعلمين ما بعد الابتدائية هذه الإجراءات باعتبارها غير كافية.
أعاد هيبكنز في 1 أغسطس 2019 التأكيد على خطة الحكومة لدمج جميع المعاهد الفنية في كيان واحد في أبريل 2020. بالإضافة إلى ذلك، أعلن أن الحكومة ستستبدل جميع مؤسسات التدريب الصناعي الـ 11 (ITOs) بما يتراوح بين أربعة وسبعة مجالس لتنمية القوى العاملة سيتم إنشاؤها بحلول عام 2022 للتأثير على التعليم والتدريب المهني. في حين أن المعاهد الفنية كانت متفائلة بحذر بشأن التغييرات على الرغم من المخاوف بشأن فقدان استقلاليتها، عارض مسؤولو تكنولوجيا المعلومات والمتحدث باسم التعليم العالي شين ريتي هذه التغييرات، مدعيا أنها ستضر بنظام التدريب المهني وتتسبب في فقدان الوظائف. بحلول عام 2022، بدأ الاندماج في مواجهة صعوبات بما في ذلك انخفاض معدلات الالتحاق والعجز الكبير واستقالات كبار الموظفين.
بعد استقالة ديفيد كلارك من منصب وزير الصحة في 2 يوليو 2020، عينت رئيسة الوزراء أرديرن هيبكينز وزيراً مؤقتاً للصحة، حتى الانتخابات العامة في أكتوبر 2020.

### الفترة الثانية (٢٠٢٠-٢٠٢٣)
احتفظ هيبكنز بمنصبه بوزارة التعليم في أوائل نوفمبر 2020. كما جرى تعيينه وزيراً للاستجابة لـ COVID-19 ووزيرًا للخدمة العامة.
في 31 يناير 2022، أصدر هيبكنز، بصفته وزيرًا للاستجابة لـ COVID-19، بيانًا مفاده أن الحكومة عرضت على الصحفية النيوزيلندية شارلوت بيليس مكانًا بموجب معايير التخصيص الطارئة للسفر إلى نيوزيلندا في غضون 14 يومًا. ومع ذلك، ادعى أيضًا أن بيليس أشارت إلى أنها لا تنوي السفر حتى أواخر فبراير. كما أكد أن المساعدة القنصلية النيوزيلندية كانت قد عرضت في وقت سابق مرتين مساعدتها على العودة من أفغانستان في ديسمبر 2021. كانت بيليس صحفية في قناة الجزيرة غادرت قطر بعد أن حملت بسبب قانون دولة الخليج الذي يجرم الحمل خارج الزواج. سافرت بيليس إلى أفغانستان حيث حصلت هي وشريكها على تأشيرات تسمح لهما بالعيش هناك. بسبب سياسات نيوزيلندا الصارمة للحدود بسبب وباء جائحة كورونا، حاولت بيليس تأمين مكان في نظام العزل والحجر الصحي (MIQ).
تعرض هيبكنز لانتقادات من محامي بيليس تيودور كلي، بزعم انتهاكه لخصوصية موكلته من خلال مشاركة تفاصيل شخصية حول ظروفها. رداً على ذلك، صرحت بيليس بأنها لم تمنح هيبكنز موافقتها على مشاركة معلوماتها وعارضت الحقائق في بيانه. كما انتقد النائبان كريس بيشوب وديفيد سيمور، تصرفات هيبكنز، مشيرين إلى أنها "غير لائقة" للوزير. اعتذر هيبكنز علنًا عن الإعلان عن معلومات شخصية دون موافقة بيليس وإبداء تعليقات غير دقيقة حول سفر بيليس إلى أفغانستان.
نُقل هيبكنز في تعديل وزاري في يونيو 2022 من حقيبة الاستجابة لـ COVID-19 وأصبح وزيرًا للشرطة.
اعتذر هيبكنز لوزير المالية السابق بيل إنجليش في سبتمبر 2022 لأنه أشار إلى أنه منح إخوانه عقودًا حكومية مُيسرة. وكان هيبكينز قد أدلى بهذه التصريحات خلال تبادل الآراء بشأن منح العقود الحكومية لزوج وزيرة الخارجية نانايا ماهوتا، جانين أورمسبي.

## رئاسة الوزراء
أعلنت جاسيندا أرديرن استقالتها من منصب زعيمة حزب العمال في مؤتمر إعلامي في 19 يناير 2023، مشيرة إلى أنها لم تعد تملك الطاقة الكافية لتلبية متطلبات المنصب. وأشارت إلى أنها ستتنحى رسميًا في موعد أقصاه 7 فبراير 2023.
جرى تأكيد ترشيح هيبكنز ليكون مُرشحًا وحيدًا بعد فترة وجيزة من إغلاق باب الترشيحات في الساعة 9:00 صباحًا في 21 يناير. وذُكر أن كيري آلان، نائب الساحل الشرقي ووزير العدل الذي تكهنت به وسائل الإعلام كمرشح بديل، كان أحد النواب السبعة الذين رشحوه. كان هيبكنز قد اعترض من قبل عندما سُئل عن تطلعاته القيادية، مشيرًا إلى أنه سيدعم أي مرشح يمكن لحزب العمال "التوصل إلى إجماع" بشأنه. وعلَّق هيبكنز في لقاء إعلامي خارج البرلمان في الساعة 1:00 ظهرًا يوم 21 يناير بأنه اكتشف أنه ظهر كمرشح توافقي بينما "كان باب الطائرة [التي استقلها في رحلة إلى ويلينجتون] يُغلق"، وظل غير قادر على الرد على رسائله لمدة 40 دقيقة. جرى تحديد موعد الاجتماع الرسمي لتأكيد اختيار هيبكنز زعيمًا للحزب في الساعة 1:00 ظهرًا في 22 يناير 2023. واختير كارمل سيبولوني ليكون نائب رئيس الوزراء، وبذلك يكون أول باسيفيكا يتولى هذا المنصب.

## الحياة الشخصية
تزوج هيبكنز في عام 2020. وحصل على إجازة أبوة ممتدة بعد ولادة طفله الثاني في عام 2018، ليكون من أوائل الوزراء الذكور الكبار الذين فعلوا ذلك. انفصل هيبكنز عن زوجته عام 2022 ؛ ولديهما طفلين.

## روابط خارجية
- الصفحة الرسمية لأعضاء البرلمان

| Unrecognised parameter   | Unrecognised parameter                              | Unrecognised parameter           |
| ------------------------ | --------------------------------------------------- | -------------------------------- |
| سبقه Paul Swain ‏         | عضو برلمان عن Remutaka ‏ 2008–حتى الآن               | الحالي                           |
| سبقه Simon Bridges       | زعيم ‏ 2017–الآن                                     | الحالي                           |
| المناصب السياسية         |                                                     |                                  |
| سبقه نكي كاي             | وزير التعليم 2017–الآن                              | الحالي                           |
| سبقه بولا بينيت          | وزير الخدمة العامة ‏ 2017–الآن                       | الحالي                           |
| سبقه Poto Williams       | وزير الشرطة ‏ 2022–الآن                              | الحالي                           |
| لقب جديد                 | وزير الاستجابة لفيروس كورونا 2020–2022              | تبعه Ayesha Verrall              |
| سبقه ديفيد كلارك (سياسي) | وزير الصحة 2020                                     | تبعه أندرو ليتل (سياسي نيوزلندي) |
| المناصب الحزبية السياسية |                                                     |                                  |
| سبقه ريك باركر           | Senior Whip of the Labour Party 2011–2013 2014–2016 | تبعه Sue Moroney                 |
| سبقه Sue Moroney         | Senior Whip of the Labour Party 2011–2013 2014–2016 | تبعه Kris Faafoi                 |
| سبقه جاسيندا أرديرن      | زعيم حزب العمال ‏ 2023–الآن                          | الحالي                           |